# 1947 au Nouveau-Brunswick
Chronologie du Nouveau-Brunswick
- 1943
- 1944
- 1945
- 1946
- 1947
- 1948
- 1949
- 1950
- 1951

Cette page concerne les événements survenus en 1947 dans la province canadienne du Nouveau-Brunswick.

## Événements
- Martin J. Légère devient le premier président du Mouvement des caisses populaires acadiennes.
- 20 octobre : le libéral Milton Fowler Gregg remporte l'élection partielle fédérale de York—Sunbury à la suite de la mort de Hedley Francis Gregory Bridges.

## Naissances
- Donald Savoie, économiste et scientifique.
- 8 janvier : Roger Clinch, député, secrétaire parlementaire et maire de Bathurst.
- 9 février : Jean-Paul Savoie, ministre et député.
- 28 mars : Gregory Francis Thompson, député et ministre.
- 14 avril : Pierre Godin, député et maire de Petit-Rocher.
- 20 avril : Meehan Bonnar, joueur de hockey sur glace.
- 10 juin : Michel Bastarache, juge.
- 14 juin : Roland Haché, professeur, administrateur et député.

## Décès
- 18 janvier : Otto Baird Price, député.
- 26 juin : Richard Bedford Bennett, premier ministre du Canada.
- 10 août : Hedley Francis Gregory Bridges, ministre et député.
- 14 novembre : Walter Edward Foster, premier ministre du Nouveau-Brunswick et président du Sénat du Canada.
- 28 décembre : Leonard Percy de Wolfe Tilley, premier ministre du Nouveau-Brunswick.